# William E. Thornton
Ne doit pas être confondu avec William Thornton ou Willie Thornton.
Pour les articles homonymes, voir Thornton.
William Edgar Thornton dit Bill Thornton est un astronaute américain né le 14 avril 1929 à Faison et mort le 11 janvier 2021, à Boerne.

## Biographie
William Thornton a fréquenté des écoles primaires et secondaires à Faison, en Caroline du Nord. Il a obtenu un baccalauréat ès sciences en physique de l'université de Caroline du Nord (UNC) en 1952. En 1963, il a reçu un doctorat en médecine de l'UNC.
Après avoir obtenu son diplôme de l’université de Caroline du Nord et avoir suivi la formation ROTC de la Force aérienne, Thornton a été nommé responsable du Instrumentation Lab at the Flight Test Air Proving Ground. Il est ensuite devenu consultant auprès du Air Proving Ground Command.
Ingénieur en chef de la division électronique du Del Mar Engineering Labs à Los Angeles de 1956 à 1959, il a également organisé et dirigé sa division avionique. Il est retourné à la faculté de médecine de l'université de Caroline du Nord en 1959, a obtenu son diplôme en 1963 et a terminé son stage en 1964 à l'hôpital Wilford Hall USAF de la Lackland Air Force Base, à San Antonio, au Texas.
Thornton est retourné au service actif de l'armée de l'air américaine et a ensuite été affecté à la division médicale aérospatiale de l'US Air Force, à la Brooks Air Force Base, à San Antonio, où il a suivi la formation de chirurgien principal de l'air en 1964. Il a ensuite été impliqué dans la recherche en médecine spatiale, puis appliqué et sélectionné pour la formation d’astronautes. M. Thornton a mis au point et conçu les premiers appareils de mesure de masse destinés à l’espace, qui sont toujours utilisés de nos jours.
Thornton a cumulé plus de 2 500 heures de vol en avion à réaction. Il est actuellement professeur assistant clinique au département de médecine de la branche médicale de l'université du Texas à Galveston (Texas) et professeur auxiliaire à l'université de Houston - Clear Lake.

## Vols réalisés
Il réalise deux vols comme spécialiste de mission :
- 30 août 1983 : Challenger STS-8
- 29 avril 1985 : Challenger STS-51-B

## Publications
- [Fujii et al. 2020] (en) Yusaku Fujii, Kazuhito Shimada, Akihiro Takita et William Thornton, « Evaluation of the Dr. William Thornton's Skylab BMMD », Microgravity Science and Technology, vol. 32, no 3,‎ juin 2020, art. no 3, p. 275-280 (DOI 10.1007/s12217-019-09762-2, Bibcode 2019MicST..32..275F, résumé).